# John Martin Fischer
John Martin Fischer (* 26. Dezember 1952) ist ein US-amerikanischer Philosoph.
Fischer studierte an der Stanford University und habilitierte sich an der Cornell University. Fischer lehrt an der University of California, Riverside. 2012/13 amtierte er als Präsident  der American Philosophical Association (Pacific Division). Von August bis September 2011 sowie im zweiten Halbjahr 2012 arbeitete er in der Forschungsgruppe für Biophilosophie an der Universität Münster als Fellow der Kolleg-Forschungsgruppe auf Einladung von Michael Quante (* 1962).
Fischer befasst sich mit Fragen des freien Willens und dessen Beziehung zur Verantwortung. Hierbei entwickelte er die Position des „Semi-Kompatibilismus“, wonach zwar der Mensch nicht über einen freien Willen verfügt, aber das Konzept der Verantwortung mit einer deterministischen physikalischen Welt vereinbar ist. Weitere Themen sind die Metaphysik des Todes und die Bedeutung des Lebens sowie Fragen der Religionsphilosophie.

## Schriften
- (mit John Ravizza) Ethics: Problems and Principles, Harcourt Brace Jovanovich 1992
- The Metaphysics of Free Will: An Essay on Control, Wiley-Blackwell 1994
- (mit John Ravizza) Responsibility and Control: A Theory of Moral Responsibility, Cambridge University Press 1998
- My Way: Essays on Moral Responsibility, Oxford University Press 2007
- Our Stories: Essays on Life, Death, and Free Will, Oxford University Press 2011
- Deep Control: Essays on Free Will and Value, Oxford University Press 2011